# Ru de Gally
Der Ru de Gally (Roisseau de Gally) ist ein Fluss in Frankreich, der im Département Yvelines, in der Region Île-de-France verläuft. Er entspringt im Schlosspark von Schloss Versailles, entwässert generell in nordwestlicher Richtung und mündet nach rund 22 Kilometern beim Ort La Maladrerie, im Gemeindegebiet von Beynes, als rechter Nebenfluss in die Mauldre.

## Orte am Fluss
- Rennemoulin
- Villepreux
- Chavenay
- Thiverval-Grignon